# Josef Geiger (Landrat)
Josef Geiger (* 15. September 1883 in Oberdorf, heute Marktoberdorf; † 15. Dezember 1947 ebenda) war ein deutscher Politiker der CSU.
Geiger, Sohn des Reichstagsabgeordneten Josef Geiger senior, war zweiter Bürgermeister in Oberdorf. 
In der Zeit vor 1933 gehörte Geiger dem Gemeinderat an, zunächst für die Zentrumspartei, später für die BVP. Daneben war er zweiter Bürgermeister von Marktoberdorf und Vorsitzender des Kreistags. Nach der Machtergreifung der Nationalsozialisten trat er 1933 vom Amt zurück und führte danach die väterliche Käsegroßhandlung. Im Mai 1945 wurde er zum Landrat im Landkreis Markt Oberdorf ernannt, dieses Amt bekleidete er bis August 1946. Ebenfalls 1946 gehörte er der Verfassunggebenden Landesversammlung in Bayern an.